# Château des Bigottières
Le Château des Bigottières est un château français situé à Maisoncelles-du-Maine, dans le département de la Mayenne et la région des Pays de la Loire. L'étang est desséché vers 1800. Un ruisseau, dit aussi de la Billardière, né à la limite du Bignon et de Villiers-Charlemagne est affluent de celui de la Luvinière ; et d'une longueur de 3 500 mètres..

## Histoire
Fief vassal de l'Aunay-Peloquin et des fiefs de Forges ; maison seigneuriale, 1613. 

## Chapelle
La chapelle, « haute de seize pieds, ayant quatorze pieds carrés, couverte en ardoises, lambrissée et peinte de plusieurs images de saints, avec un autel convenable », fut édifiée en 1658 pour sa famille par René Charlot, écuyer

## Sources et bibliographie
- « Château des Bigottières », dans Alphonse-Victor Angot et Ferdinand Gaugain, Dictionnaire historique, topographique et biographique de la Mayenne, Laval, A. Goupil, 1900-1910 [détail des éditions] (BNF 34106789, présentation en ligne)